# 熱狂のオランピア
『熱狂のオランピア』（ねっきょうのオランピア、仏題: Polnarévolution）は、1972年に発売されたミッシェル・ポルナレフのライブアルバム。フランスでは1972年に『Polnarévolution』のタイトルで、日本では1974年に『熱狂のオランピア』のタイトルで発売された。
ライブは1972年にパリのオランピア劇場で行われた。このアルバムはライブの雰囲気を重視するため、サウンドボード録音をせずに、2本のマイクを客席に設置して、オーディエンス録音のように収録している。その件について、裏ジャケットに、ポルナレフはサインと共に手書きで「真実は品質にまさる」と記している。
11曲目の「トランペット」は、ポルナレフが口でトランペットを真似たもの。13曲目「ブギ・ウギ・ポルナレフ」はピアノによる即興演奏。
バック・バンドはディナスティ・クリジスが担当。ストリングス隊とコーラス隊も参加している。
原題の Polnarévolution とは、Polnareff と revolution からの造語である。

## 収録曲
| #  | タイトル                                           | 作詞 | 作曲・編曲 | 時間 |
| -- | -------------------------------------------------- | ---- | ---------- | ---- |
| 1. | 「ラース家の舞踏会」(Le Bal des Laze)              |      |            | 5:00 |
| 2. | 「渚の思い出」(Tous les bateaux, tous les oiseaux) |      |            | 2:48 |
| 3. | 「ジョブ」(Je cherche un job)                      |      |            | 2:44 |
| 4. | 「愛のコレクション」(Qui a tué grand-maman ?)      |      |            | 2:52 |
| 5. | 「つけぼくろ」(La Mouche)                          |      |            | 2:34 |
| 6. | 「バラ色の心」(Âme câline)                         |      |            | 2:48 |

| #   | タイトル                                        | 作詞 | 作曲・編曲 | 時間 |
| --- | ----------------------------------------------- | ---- | ---------- | ---- |
| 7.  | 「想い出のシンフォニー」(Dans la maison vide)   |      |            | 2:25 |
| 8.  | 「哀しみの終るとき」(Ça n'arrive qu'aux autres) |      |            | 2:04 |
| 9.  | 「忘れじのグローリア」(Gloria)                  |      |            | 3:12 |
| 10. | 「天国への道」(On ira tous au paradis)          |      |            | 4:10 |
| 11. | 「トランペット」(La Trompette)                  |      |            | 2:52 |
| 12. | 「愛の願い」(Love me, please love me)           |      |            | 4:46 |
| 13. | 「ブギ・ウギ・ポルナレフ」(Boogie woogie)       |      |            | 2:15 |

## 補足
フランスでは1972年の発売であるが、日本での発売が1974年まで延期されたのは、当時、すでに日本公演を録音したライヴ盤『ポルナレフ・ア・トーキョー』が発売されており、ライブ録音盤の重複を回避するためだと言われている。
録音されたのは1972年10月であるが、ポルナレフはオランピア劇場で当時に連日のライヴを行っており、その中で、このライヴ録音の録音日がいつなのかは特定がされていない。1公演の録音なのか、複数公演から編集したものなのかも不明である。
1972年のオランピア劇場でのライヴのセットリストは以下の通りで、『熱狂のオランピア』では数曲がカットされていたことがわかる。（1公演完全収録のブートレグも存在する） 

01. Le bal des Laze 

02. Hey you woman 

03. Tous les bateaux, tous les oiseaux 

04. Mes regrets 

05. Je cherche un job 

06. Qui a tué grand-maman 

07. La mouche 

08. Âme câline 

09. Dans la maison vide 

10. Ça n'arrive qu'aux autres 

11. Gloria 

12. Strip-tease de la Duegne 

13. On ira tous au paradis 

14. La trompette 

15. Love me please love me 

16. Jenny Jenny 

この1972年10月の公演の翌月、ポルナレフはバック・バンドのディナスティ・クリジスと来日し、ストリングスとコーラスを抜いた形でほぼ同様の選曲での来日公演を行っている。
この1972年10月の公演の前月の9月10日、フランスのカンブレーで行われたライブでは、 

L'Affreux Jojo 

Tout Pour Ma Chérie 

Rock My Soul 

La Michetonneuse 

も歌われていたが、オランピアでの公演では演奏されなかった。バック・バンドは同じくディナスティ・クリジス。この音源はラジオ放送され、ブートレッグにもなっている。